# Eleon
Eleōn (altgriechisch Ἐλεών; bei Plinius auch Heleon) war in der Zeit der Mykenischen Kultur eine Stadt in Böotien. Ihre Existenz wurde von Homer in der Ilias überliefert, wo sie gemeinsam mit Peteōn und Hylē in Vers 500 des 2. Gesangs, im Schiffskatalog, genannt wird. Ein Einwohner Eleōns wurde Eleōnios genannt. Der altgriechische Geschichtsschreiber und Geograf Strabon lokalisierte die schon zu Homers Zeiten nicht mehr vorhandene Stadt im Gebiet nordwestlich des antiken Tanagra und leitete den Namen von der Lage Eleōns an einem Sumpf ab.
Die genaue Lage von Eleōn ist bis heute nicht bekannt. Der englische Archäologe William Martin Leake vermutete den Standort am Ufer des Sees Paralimni. Der klassische Philologe Iwan von Müller und der Geograf und Kartograf Heinrich Kiepert nahmen das rechte Ufer des Asopos bei Tanagra als Lage von Eleōn an.
Zwischen November 1993 und Februar 1995 entdeckte man bei Ausgrabungen in Theben, dem mykenischen Hauptort Böotiens, den drittgrößten Fund an Linear-B-Täfelchen (über 250 Täfelchen und Fragmente) nach Knossos (etwa 2500) und Pylos (etwa 1200; siehe Palast des Nestor). Sie gehörten zum Palastarchiv der Kadmeia, der Stadtburg Thebens, die um 1200 v. Chr. von einem Brand zerstört wurde. Auf den Täfelchen sind neben Eleōn auch Peteōn, Hylē und Eutrēsis verzeichnet, alles Orte, die zum Zeitpunkt der Schriftfassung der Ilias nicht mehr bestanden, jedoch im Schiffskatalog des Epos erscheinen, Eutrēsis in Vers 502 des 2. Gesangs. Die Schreibung Eleōns in Linear B befindet sich in Zeile 5 des Täfelchens TH Ft 140 als e-re-o-ni, einer Lokativform, wobei die Linear-B-Schrift keinen Unterschied zwischen den Buchstaben - r - und - l - macht, sondern für beide Laute - r - setzt.
Die Nennung von Ortsnamen in archaischer Zeit nicht mehr bestehender Orte im Schiffskatalog der Ilias gilt als Indiz für dessen mykenische Wurzeln, zumindest für den Bereich Böotiens.